# Opisthopsis maurus
Opisthopsis maurus är en myrart som beskrevs av Wheeler 1918. Opisthopsis maurus ingår i släktet Opisthopsis och familjen myror. Inga underarter finns listade i Catalogue of Life.